# Масло эвгенольного базилика
Масло эвгенольного базилика — эфирное масло, содержится надземной части базилика эвгенольного (Ocimum menthaefolium × Ocimum gratissimum), культивируемого в Крыму, Краснодарском крае, Болгарии, на Мадагаскаре, Сейшельских островах и в других регионах.

## Свойства
Масло эвгенольного базилика — тёмно-жёлтая или красно-коричневая жидкость с запахом эвгенола. 
Различают лёгкое (получаемое при отгонке с паром) и тяжёлое (выделяется из дистилляционных вод при их повторной перегонке) масло.
|               | {\displaystyle {\mbox{d}}_{20}^{20}} | {\displaystyle [{\mbox{n}}]_{\mbox{D}}^{20}} | tвсп, °С | tсвспл, °С | ТПВ, °С  |
| ------------- | ------------------------------------ | -------------------------------------------- | -------- | ---------- | -------- |
| Лёгкое масло  | 0,9588 ÷ 0,9852                      | 1,514 ÷ 1,526                                | 75       | 303        | 88 ÷ 109 |
| Тяжёлое масло | 1,030 ÷ 1,056                        | 1,529 ÷ 1,536                                | 75       | 303        | 88 ÷ 109 |

## Химический состав
В состав масла входят эвгенол, α-пинен, цис-β-оцимен, сесквитерпеновые углеводороды, α-терпинеол, линалоол и другие компоненты.

## Получение
Получают из надземной части растения, собранного в период молочной зрелости семян, путём отгонки с паром.
Основные производители — Мадагаскар, Сейшельские острова и ряд других стран.

## Применение
Применяют для выделения эвгенола и получения из него изоэвгенола. Нефенольная часть масла используется для получения некоторых душистых веществ